# Илашку, Илие
Или́е Ила́шку (рум. Ilie Ilaşcu; род. 30 июля 1952) — молдавский и румынский политический деятель. Депутат Парламента Республики Молдова (1994—2000 годы) и сенатор Румынии (2000—2008 годы).
В период Приднестровского конфликта командовал специальной группой «Бужор» (с его слов — якобы группой Министерства Национальной Безопасности Республики Молдова; со слов председателя МНБ РМ — действовал самостоятельно и никогда не был сотрудником СИБ Республики Молдова, хотя и передавал регулярно по собственной инициативе определённую информацию). С 1993 года по 2001 год находился в заключении в Приднестровье.

## Биография

### Образование и начало карьеры
Окончил военное училище, служил офицером в Советской Армии. 
Впоследствии перешёл на службу в Вооружённые силы Республики Молдова.
Также окончил экономический факультет Кишинёвского аграрного университета.

### Деятельность в Период Приднестровского конфликта
В конце 1980-х — начале 1990-х годов в Молдавии организационно оформился Народный фронт (ныне — Христианско-демократическая народная партия), выступавший за присоединение Молдавии к Румынии. Население Приднестровья, в основном левого берега реки Днестр, — преимущественно этнические русские и украинцы, а также местные власти выступили против присоединения к Румынии. В итоге была провозглашена Приднестровская Молдавская Республика (ПМР). Возник конфликт, в скором времени вылившийся в тяжёлые вооружённые столкновения с многочисленными жертвами, в результате которого Республика Молдова утратила фактический контроль над левобережными районами Днестра и городом Бендеры.
Согласно версии властей непризнанной Приднестровской Молдавской Республики Илашку в 1992 году получил от СИБ Республики Молдова задание совершать теракты в Приднестровье, для чего получил партию оружия и боеприпасов, создал диверсионную группу «Бужор» («Пион» — с румынского).
Согласно проведённому непризнанными приднестровскими властями расследованию, 30 апреля 1992 года группа Илашку расстреляла из огнестрельного оружия служебный автомобиль, в котором находился депутат Верховного Совета непризнанной Приднестровской Молдавской Республики, председатель исполнительного комитета (исполкома) Слободзейского районного совета народных депутатов, командующий Южным фронтом обороны Приднестровья Николай Остапенко. От полученных ран Остапенко скончался, водитель получил тяжёлые увечья. Также группа Илашку обвинялась в захвате, убийстве и сожжении в собственной автомашине начальника штаба ополчения Слободзейского района Александра Гусара 8 мая 1992 года.
Группа обвинялась в совершении покушения на убийство семьи Гусара и на заместителя прокурора Слободзейского района Приднестровья Юрия Савенко и ряда других деятелей Приднестровья, а также планировании дальнейших убийств и диверсий (взрывы транспортных и иных инфраструктурных объектов, а также зданий, в которых располагались органы власти ПМР).

### Задержание и тюремное заключение в Приднестровье
2—4 июня 1992 года были задержаны Илашку и несколько человек из его группы: Андрей Иванцок (Andrei Ivanțoc), Тудор Петров-Попа (Tudor Petrov-Popa), Александру Лешко (Alexandru Leșco), Валериу Гарбуз (Valeriu Garbuz) и Петру Годияк (Petru Godiac). При задержании и обысках были изъяты оружие и боеприпасы.
Показания против членов группы дал свидетель Чернов, заявивший, что его автомашина была под угрозой использована для обманного захвата Гусара.
Один из членов группы, Валерий Гарбуз, признал себя виновным и дал показания, подтверждающие версию органов уголовного преследования непризнанного Приднестровья.
Илашку виновным себя не признал, заявив, что действовал в условиях войны.
В декабре 1993 года Судебная коллегия по уголовным делам Верховного Суда ПМР приговорила Илашку к смертной казни через расстрел. Другие члены группы были приговорены к лишению свободы на различные сроки: Гарбуз, признавший вину, — два месяца, Годяк — два года, Лешко — двенадцать лет, Иванцок и Петров-Попа — по пятнадцать лет.
После освобождения Гарбуз, признавший вину и давший изобличающие показания, заявил в Молдавии, что сделал это под давлением.
Исполнение смертного приговора в отношении Илашку было приостановлено в связи с опасениями властей ПМР о внешнеполитических последствиях казни, а затем, в 1999 году, в ПМР была отменена смертная казнь и расстрел был заменён на пожизненное лишение свободы.

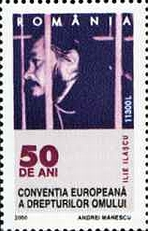
Илие Илашку на марке Румынии выпущенной в честь 50-летия Европейской конвенции о защите прав человека и основных свобод

В 1999 году Илашку обратился в Европейский суд по правам человека с жалобой на нарушение Европейской конвенции о защите прав человека и основных свобод. В жалобе Илашку сослался на применение к нему пыток и неполномочность суда непризнанной ПМР. В качестве ответчика указывалась Молдавия как государство, на формальной территории которого имели место заявленные нарушения Конвенции, и Россия как государство, фактически контролирующее Приднестровье. Аналогичные жалобы поступили в Суд от трёх других участников группы Илашку — Иванцока, Петрова-Попы и Лешко. Жалобы поданы через родственников. Гарбуз и Годяк жалоб не подавали.
5 мая 2001 года Илашку был выдан властям Республики Молдова. Это было сделано формально по просьбе нового Президента Республики Молдова Владимира Воронина. Предполагается, что на выдаче Илашку настояла Россия, считавшая Воронина своим возможным тесным союзником, а также опасавшаяся отрицательного внешнеполитического развития ситуации.
Находясь в тираспольской тюрьме, Илие Илашку дважды избирался депутатом Парламента Республики Молдова и являлся им с 1994 года по 2000 год.

### Деятельность после заключения
В 2000 году принял румынское гражданство и был избран в Румынии сенатором (по уезду Бакэу), от националистической партии «Великая Румыния».
С 2000 года по 2008 год — сенатор Румынии. Член Парламентской группы Партии Великой Румынии, член Межпарламентского Комитета Бухарест — Кишинёв (румынская сторона) и член Делегация в Парламентской ассамблеи Совета Европы, член парламентских групп по дружбе с Мексикой, Россией, Монголией и Японией.
В 2004 году, Европейский суд по правам человека (ЕСПЧ) удовлетворил жалобы в пользу заявителей и взыскал с России в общей сложности около полумиллиона евро для возмещения ущерба; с Республики Молдова была взыскана меньшая сумма. Суд не рассматривал вопрос о виновности подателей жалобы в преступлениях, вменяемым им приднестровским судом, исходя из того, что уголовное преследование могло бы быть законным только при его осуществлении полномочными органами уголовного преследования и судами России либо Молдовы. По доводу о том, что преследование и осуждение имели место в 1992—1993 годах, то есть, до ратификации Конвенции, Суд отметил, что заточение в неприемлемых условиях продолжалось и после ратификации.
В 2005—2006 годах — секретарь Постоянного комитета Сената Румынии.
В феврале 2006 года было объявлено, что влиятельный в прошлом молдавский государственный деятель Валерий Пасат, предлагал Илашку убить лидера Христианско-демократической народной партии Юрие Рошку, что сам Илашку опровергает.

## Семья
Супруга — Нина. Дочери — Татьяна (род. 28 февраля 1980) и Ольга (род. 1 июля 1984).

## Награды
- Кавалер ордена Звезды Румынии (2001 год)[6]
- Орден Республики (Молдавия, 2010 год) — в знак признательности за большой вклад в национально-освободительное движение, за героизм и жертвы в борьбе за независимость Республики Молдова и её территориальной целостности[7]
- Почётный гражданин Кишинёва (11 октября 2007 года)[8].
- Почётный гражданин Бухареста (30 августа 2017 года)[9].